# Kalupes pagasts
Kalupes pagasts er en territorial enhed i Daugavpils novads i Letland. Pagasten etableredes i 1866, havde 1.624 indbyggere i 2010 og omfatter et areal på 119,10 kvadratkilometer. Hovedbyen i pagasten er Kalupe.